# کاژیمیه‌ژوف (گمینا ستوچک)
کاژیمیه‌ژوف (به لهستانی:  Kazimierzów) یک روستا در لهستان است که در گمینا ستوچک واقع شده‌است. کاژیمیه‌ژوف ۴۰ نفر جمعیت دارد.